# 문태수
문태수(文泰洙, 1880년 3월 16일 ~ 1913년)는 한말의 의병장이다. 본관은 창원이며 경상남도 안의군 출신이다.

## 생애
본명은 태현(泰鉉). 태서(泰西)·태서(泰瑞)라고도 한다. 1904년 금강산에서 병서를 배웠으며, 1905년 지리산에서 의병을 일으켰다. 1906년 팔공산으로 이동한 뒤 장수읍 함락, 무주 부남면 습격 등의 활동을 벌였다. 이후 무주 덕유산을 근거로 삼남 일대에서 의병활동을 했다. 1907년 12월 각도 의병부대가 서울을 총공격하려고 할 때 호남군 100명을 이끌고 참가하여 13도연합 의병부대 중 호남창의대장이 되었다. 그러나 총대장인 대한관동창의장 이인영(李麟榮)이 부친상 때문에 귀향하면서 서울진격계획이 좌절되자 무주로 돌아왔다. 1908년 2월 무주주재소를 습격하다가 붙잡혔으나 탈출했다. 4월 신명선(申明善) 부대와 장수읍을 습격한 뒤 학교와 군청 등을 불태우고 돌아갔다. 그 후 용담군 이동면 장전리 습격, 5월 남원 이문성 동북방 전투, 10월 경부선 이원역 습격·방화 등 활동을 계속했다. 11월 이후에는 무주군을 근거로 하여 금산·영동·옥천·상주·청주·보은 등지에서 활동했다. 1910년 서울로 진격하고자 했으나 중과부적으로 다시 덕유산으로 돌아와 재기를 꾀하던 중 1911년 8월 붙잡혔다.

### 최후
대구형무소에서 서울로 옮겨진 뒤 1913년 2월 옥중에서 자결했다.

## 사후
- 대한민국 정부는 1963년 그의 공훈을 기려 건국훈장 대통령장을 추서하였다.

## 같이 보기
- 독립유공자로 대통령장을 수여받은 사람

## 참고 자료
- 대한민국의 독립유공자 공훈록 - 문태수
- 2008년 2월의 독립운동가
- 이 문서에는 다음커뮤니케이션(현 카카오)에서 GFDL 또는 CC-SA 라이선스로 배포한 글로벌 세계대백과사전의 내용을 기초로 작성된 글이 포함되어 있습니다.